# Johan Wissman
Johan Lukas Wissman, född 2 november 1982 i Kvistofta församling i Malmöhus län, är en svensk kortdistanslöpare som tävlar för Hässelby SK. Han bor i Haninge kommun med hustrun Jessica Wissman, född Samuelsson, som är mångkampare.
Wissman tävlar främst i sprint på 200 meter, 400 meter och stafett. Han flyttade 2009 från Helsingborg till Stockholm – där hans flickvän Jessica Samuelsson bodde – men fortsatte att representera IFK Helsingborg. 2012 bytte han dock även klubbadress och började att träna och tävla för Hässelby SK. Wissman avslutade sin aktiva karriär under 2017.
Johan Wissman är svensk rekordinnehavare på 200 och 400 meter. Wissmans främsta meriter är silvermedaljerna på herrarnas 200 meter vid inomhus-VM i friidrott 2004 och vid EM i friidrott 2006 (den första svenska EM-medaljen på sträckan sedan Owe Jonsson 1962), samt guldmedaljen på 400 meter vid inomhus-EM 2009.

## Karriär
| Årsbästa | Årsbästa      | Årsbästa      |
| År       | 200 m utomhus | 400 m utomhus |
| -------- | ------------- | ------------- |
| 2015     | 20,74         | –             |
| 2014     | 20,67         | 45,93         |
| 2013     | 20,75         | 46,97         |
| 2012     | 20,57         | 46,24         |
| 2011     | 20,93         | 45,82         |
| 2010     | 20,76         | 46,64         |
| 2009     | 20,56         | 45,81         |
| 2008     | 20,77         | 44,64         |
| 2007     | 20,30         | 44,56         |
| 2006     | 20,38         | –             |
| 2005     | 20,46         | 46,23         |
| 2004     | 20,50         | 45,57         |
| 2003     | 20,43         | 45,80         |
| 2002     | 20,51         | 46,17         |
| 2001     | 20,81         | 46,40         |
| 2000     | 21,83         | –             |

### 200 meter
På 200 meter har Wissman noterat svenskt rekord vid fyra tillfällen. Han raderade den 23 juni 2002 ut Torbjörn Erikssons tre år gamla svenska rekord med sju hundradelar då han noterade 20,51 i Sevilla. Den 20 juli 2003 förbättrade Wissman rekordet till 20,43 i polska Bydgoszcz. I semifinalen i EM i friidrott 2006 löpte Wissman i mål på 20,38, en tid han senare upprepade i finalen. I GP-finalen i Stuttgart 23 september 2007 sänkte Wissman rekordet till 20,30.
Wissman deltog vid EM inomhus 2002 i Wien där han tog sig till semifinal på 200 meter men sedan slogs ut. Även vid utomhus-EM 2002 i München deltog Wissman på 200 meter. Han gick vidare från försöken men i semifinalen hade han krampkänningar och valde att promenera in i mål.
Wissman slogs ut i försöken på 200 meter vid 2003 års Inomhus-VM i Birmingham efter ett lopp på 21,17.. I juli 2003 tävlade han vid U23-EM i Bydgoszcz, Polen och tog då en meriterande bronsmedalj på 200 meter med tiden 20,43. Vid VM i Paris i augusti nådde han semifinal.
Den 5 mars 2004 deltog Wissman i finalen på 200 meter vid Inomhus-VM i Budapest och lyckades där ta en silvermedalj med tiden 20,72. Vid OS 2004 i Aten nådde Wissman kvartsfinal på 200 meter.
Vid EM inomhus 2005 i Madrid slogs han ut i semifinalen på 200 meter. Utomhus detta år nådde han kvartsfinal vid VM i Helsingfors. 
Vid 2007 års World Athletics Final (tidigare benämnd Grand Prix-final) i tyska Stuttgart kvalificerade sig Wissman för deltagande på 200 meter och kom där den 23 september fyra på tiden 20,30 vilket betydde att han förbättrade sitt svenska rekord på 20,38 från EM året innan.
Vid EM 2010 i Barcelona tog sig Wissman till semifinal på 200 meter men slogs sedan ut, med tiden 20,77.
Vid 2014 års EM i Zürich deltog Wissman på 200 meter men slogs ut i försöken på 20,82.
Wissman deltog på 200 meter vid EM 2016 i Amsterdam och tog sig till semifinalen där han dock avbröt loppet efter skadekänning.

### 400 meter
Wissman sågs tidigt som en naturlig talang på kortdistanslöpning. Hans karriärupplägg var att först utvecklas på distansen 200 meter för att några år senare gå upp till distansen 400 meter. Detta var ett framgångsrikt recept, och hans internationella genombrott på den längre distansen kom år 2007.
Vid VM i Edmonton 2001 deltog Wissman inte individuellt på 400 meter utan bara i det svenska långa stafettlaget som slogs ut i försöken på 4x400 meter (de andra var Jimisola Laursen, Mikael Jakobsson samt Magnus Aare).
År 2005 deltog Wissman vid VM i Helsingfors år 2005 ihop med Jimisola Laursen, Mattias Claesson och Thomas Nikitin i det svenska långa stafettlaget som blev utslaget i försöken på 4x400 meter med tiden 3:03,62.
Vid inomhus-EM i Birmingham 2007 tog sig Wissman till final och kom där in på en femteplats med 46,17. Under utomhussäsongen 2007 satte han flera gånger svenskt och nordiskt rekord på 400 meter. Den 2 juli slog han Jimisola Laursens svenska rekord med 42 hundradelar då han i Malmö löpte på 45,12 vilket också var nytt nordiskt rekord. Denna rekordnotering tangerade han då han blev trea i Golden League-tävlingen i Rom den 13 juli. Den 3 augusti förbättrade Wissman rekordet till 45,03 i London. I försöksheatet i VM i Osaka den 28 augusti förbättrade Wissman rekordet till 44,94 och sedan ytterligare till 44,56 sekunder i semifinalen den 29 augusti. Han var den första svensk i en 400 metersfinal sedan 1920. I finalen den 31 augusti slutade han på sjunde plats, med tiden 44,72.
Vid Inne-VM i Valencia år 2008 tog sig Wissman till semifinal med ett personligt inomhusrekord 46,12 i försöken. I finalen förbättrade han detta till 46,04 som silvermedaljist. Även i OS i Peking tog sig Wissman fram till final. Han hade under tävlingarna presterat den tredje bästa tiden av finalisterna, men i finalen räckte inte krafterna och han slutade på en åttonde plats. Wissman deltog också vid World Athletics Final i Stuttgart i september 2008 men kom sist i loppet på 46,48.
2009 deltog Wissman på 400 meter vid inomhus-EM i Turin och efter att ha tagit sig till genom att vinna sina heat i både försök och semifinal så vann han även finalen, vilket innebar svensk guldmedalj. Vid tävlingarna i |friidrotts-VM 2009 i Berlin klarade Wissman sig vidare från försöken på 400 meter med en hårsmån, men var tvungen att lämna walk over till semifinalerna på grund av sjukdom.
2011 deltog han vid inomhus-EM i Paris, men slogs ut i försöken på 400 meter, efter 47,95 s.
Vid 2012 års EM i Helsingfors tog sig Wissman vidare till semifinal på 400 meter men nådde inte finalen. Vid EM 2014 i Zürich slogs han ut i försöken på 46,93.

### Stafetter
Vid U23-EM i Bydgoszcz, Polen år 2003 deltog han tillsammans med Philip Nossmy, Pontus Nilsson och Johan Engberg i det framgångsrika svenska stafettlaget på 4 x 100 meter som först tog sig vidare från försöken och sedan i finalen kom in på en fin fjärdeplats.
Vid VM inomhus i Moskva år 2006 deltog Wissman ihop med Joni Jaako, Andreas Mokdasi och Mattias Claesson i det svenska långa stafettlaget som kom på en fjärdeplats på 4x400 meter med tiden 3:07,32. I föröksheatet satte man nytt svenskt rekord med 3:07,10.
Wissman deltog 2013 i det svenska stafettlaget på 4x400 meter vid Inomhus-EM 2013 i Göteborg men laget slogs ut i försöken. De andra deltagarna var Nil de Oliveira, Felix Francois och Dennis Forsman.
2016 var han vid EM i Amsterdam med i det svenska stafettlaget på 4 x 100 meter tillsammans med Austin Hamilton, Tom Kling-Baptiste och Emil von Barth. Laget blev dock utslaget i försöksheaten.

### Finnkampen
Wissman är den mest framgångsrika deltagaren i Finnkampen. Mellan 2000 och 2016 deltog han i 16 upplagor av tävlingen, där han nådde 23 segrar (varav 15 individuellt). Totalt hämtade han hem 163 landskampspoäng.

## Löpstil
Wissman startar ofta sina lopp på 200 meter lite långsamt men gör istället ofta ett starkt upplopp.

## Personbästa
| Utomhus - 100 meter – 10,44 (Helsingborg 14 juli 2002) - 100 meter – 10,34 (medvind 2,2 m/s) (Helsingborg 13 juli 2003) - 200 meter – 20,30 (Stuttgart, Tyskland 23 september 2007) (svenskt rekord) - 200 meter – 20,26 (medvind 4,3 m/s) (Helsingfors, Finland 9 augusti 2005) - 300 meter – 32,10 (Sollentuna 8 juli 2008) (svenskt rekord) - 400 meter – 44,56 (Osaka, Japan 29 augusti 2007) (svenskt och nordiskt rekord) | Inomhus - 60 meter – 6,84 (Göteborg 3 februari 2004) - 100 meter – 10,77 (Tammerfors, Finland 4 februari 2002) - 200 meter – 20,65 (Liévin, Frankrike 28 februari 2004) (svenskt rekord) - 300 meter – 32,61 (Liévin, Frankrike 3 mars 2006) (nordiskt rekord; europarekord slaget 6 mars 2010) - 400 meter – 45,89 (Turin, Italien 7 mars 2009) |

## Utmärkelser
- Utsågs år 2003 till Stor Grabb nummer 478[83][84].
- Framröstad som Årets skåning 2007[85].
- Utsågs till vinnare av Skåneguldet för 2007[86]

### Fotnoter
1. 1 2 3  ”France's Djhone sets new European indoor 300m record”. Arkiverad från originalet den 21 augusti 2016. https://web.archive.org/web/20160821184002/http://www.germanroadraces.de/24-0-14939-frances-djhone-sets-new-european-indoor.html. Läst 28 maj 2010.
2. 1 2  ”200 Metres Men - 10th IAAF World Indoor Championships Budapest (Sportaréna), Hungary 05 Mar 2004 - 07 Mar 2004” (på engelska). iaaf.org. Arkiverad från originalet den 23 mars 2016. https://web.archive.org/web/20160323054631/http://www.iaaf.org/results/iaaf-world-indoor-championships/2004/10th-iaaf-world-indoor-championships-3226/men/200-metres/final/result. Läst 23 januari 2017.
3. 1 2  ”400 Metres Men Final - 12th IAAF World Indoor Championships Valencia (Velódromo Luis Puig), ESP, Spain 07 Mar 2008 - 09 Mar 2008” (på engelska). iaaf.org. Arkiverad från originalet den 3 februari 2017. https://web.archive.org/web/20170203024351/https://www.iaaf.org/results/iaaf-world-indoor-championships/2008/12th-iaaf-world-indoor-championships-3656/men/400-metres/final/result. Läst 23 januari 2017.
4. 1 2  ”European Athletics Championships - Göteborg 2006” (på engelska). european-athletics.org. Arkiverad från originalet den 9 augusti 2017. https://web.archive.org/web/20170809131303/http://www.european-athletics.org/competitions/european-athletics-championships/history/year=2006/results/index.html. Läst 18 april 2017.
5. 1 2  ”European Athletics Indoor Championships - Turin 2009” (på engelska). european-athletics.org. Arkiverad från originalet den 13 februari 2019. https://web.archive.org/web/20190213142152/http://www.european-athletics.org/competitions/european-athletics-indoor-championships/history/year=2009/results/index.html. Läst 27 augusti 2017.
6. 1 2 3  ”European Athletics U23 Championships - Bydgoszcz 2003” (på engelska). european-athletics.org. Arkiverad från originalet den 22 oktober 2017. https://web.archive.org/web/20171022195704/http://www.european-athletics.org/competitions/european-athletics-u23-championships/history/year=2003/results/index.html. Läst 22 oktober 2017.
7. ↑  Wiger 2006, s. 37.
8. 1 2  Wiger 2006, s. 41.
9. ↑  ”Stora SM 2006, dag 3”. turebergfriidrott.se. Arkiverad från originalet den 10 juni 2015. https://web.archive.org/web/20150610172313/http://turebergfriidrott.se/statistik/SM2006/2006_ressond.htm. Läst 19 april 2013.
10. ↑  ”Stora SM 2007”. trackandfield.se. Arkiverad från originalet den 4 maj 2013. https://archive.is/20130504152109/http://www.proteamonline.se/storage/customers/978/editor/resultat%20sm%20i%20friidrott%202007.html. Läst 19 april 2013.
11. ↑  ”Stora SM 2009”. archive.org. Arkiverad från originalet den 13 december 2009. https://web.archive.org/web/20091213202749/http://88.131.109.176/folksam/sm09/resultat.php. Läst 23 april 2013.
12. ↑  ”Stora SM 2010, dag 4”. trackandfield.se. Arkiverad från originalet den 27 september 2013. https://web.archive.org/web/20130927090733/http://www.trackandfield.se/resultat/2010/100822.htm. Läst 2 september 2013.
13. ↑  ”Stora SM 2011, dag 4” (htm). trackandfield.se. Arkiverad från originalet den 14 oktober 2012. https://web.archive.org/web/20121014225255/http://www.trackandfield.se/resultat/2011/110814.htm. Läst 17 april 2013.
14. ↑  ”Stora SM 2013, dag 4”. trackandfield.se. Arkiverad från originalet den 4 september 2013. https://web.archive.org/web/20130904001146/http://www.trackandfield.se/resultat/2013/130901.htm. Läst 2 september 2013.
15. ↑  ”Stora SM 2016”. Arkiverad från originalet den 23 augusti 2017. https://web.archive.org/web/20170823210252/http://212.247.216.72/friidrott/sm16/Resultat.php. Läst 1 november 2016.
16. 1 2  Wiger 2006, s. 45.
17. ↑  ”Stora SM 2011, dag 3” (htm). trackandfield.se. Arkiverad från originalet den 14 oktober 2012. https://web.archive.org/web/20121014231747/http://www.trackandfield.se/resultat/2011/110813.htm. Läst 17 april 2013.
18. ↑  ”Stora SM 2012, dag 2”. swedishtiming.se. Arkiverad från originalet den 30 augusti 2012. https://web.archive.org/web/20120830084623/http://www.swedishtiming.se/resultat/120825.htm. Läst 16 april 2013.
19. ↑  ”Stora SM 2014, dag 2” (htm). trackandfield.se. Arkiverad från originalet den 3 december 2014. https://web.archive.org/web/20141203232700/http://www.trackandfield.se/resultat/2014/140802.htm. Läst 21 oktober 2014.
20. ↑  Wiger 2006, s. 154.
21. ↑  Wiger 2006, s. 160.
22. ↑  ”Stafett-SM 2013”. huddinge-friidrott.org. Arkiverad från originalet den 4 mars 2016. https://web.archive.org/web/20160304222253/http://www.huddinge-friidrott.org/tavlingar/13/stafettsm/resultat.htm. Läst 29 maj 2013.
23. ↑  ”Stafett-SM 2014” (pdf). idrottonline.se. Arkiverad från originalet den 2 april 2015. https://web.archive.org/web/20150402184643/http://www3.idrottonline.se/ImageVaultFiles/id_595198/cf_69694/resultat2014-05-27_2.PDF. Läst 25 mars 2015.
24. ↑  ”Stafett-SM 2016”. trackandfield.se. Arkiverad från originalet den 3 november 2016. https://web.archive.org/web/20161103233837/http://www.trackandfield.se/resultat/2016/160528.htm. Läst 1 november 2016.
25. ↑  ”Stora inne-SM 2003, resultat” (html). friidrott.stockholm.se. Arkiverad från originalet den 4 mars 2016. https://web.archive.org/web/20160304232249/http://www.friidrott.stockholm.se/ism/resultat/p_resultat.html. Läst 14 april 2015.
26. ↑  ”Stora inne-SM 2004, resultat” (htm). idrottonline.se. Arkiverad från originalet den 23 november 2015. https://web.archive.org/web/20151123030953/http://iof2.idrottonline.se/ImageVaultFiles/id_16756/cf_78/040222ism.HTM. Läst 21 april 2015.
27. ↑  ”Stora inne-SM 2005, resultat” (pdf). mai.se. Arkiverad från originalet den 21 februari 2006. https://web.archive.org/web/20060221095925/http://www.mai.se/resultat/resultatlista-ism.2005.pdf. Läst 12 april 2015.
28. ↑  ”Stora inne-SM 2006 herrar, resultat” (html). friidrott.stockholm.se. Arkiverad från originalet den 5 mars 2016. https://web.archive.org/web/20160305004712/http://www.friidrott.stockholm.se/ism2006/resultat/f_man_resultat.html. Läst 6 april 2015.
29. ↑  ”Stora inne-SM 2007, resultat” (htm). idrottonline.se. Arkiverad från originalet den 11 april 2015. https://web.archive.org/web/20150411214031/http://iof2.idrottonline.se/ImageVaultFiles/id_16670/cf_78/070225ism.HTM. Läst 12 april 2015.
30. ↑  ”Stora inne-SM 2009 dag 2, resultat”. ism2009.se. Arkiverad från originalet den 4 mars 2016. https://web.archive.org/web/20160304222657/http://www.ism2009.se/filer/resultat_dag2.html. Läst 17 juli 2012.
31. ↑  ”Stora inne-SM 2011 dag 2, resultat”. trackandfield.se. Arkiverad från originalet den 4 mars 2016. https://web.archive.org/web/20160304224608/http://www.trackandfield.se/resultat/2011/110227.htm. Läst 19 juli 2012.
32. ↑  ”Stora inne-SM 2012, resultat”. trackandfield.se. Arkiverad från originalet den 4 mars 2016. https://web.archive.org/web/20160304224853/http://www.trackandfield.se/Resultat/2012/120218_19.htm. Läst 19 juli 2012.
33. ↑  ”Stora inne-SM 2015, resultat”. archive.is. Arkiverad från originalet den 22 februari 2015. https://archive.is/20150222161525/http://livetiming.se/track/ism15/. Läst 29 mars 2015.
34. ↑  ”Stora inne-SM 2016, resultat”. livetiming.se. Arkiverad från originalet den 24 juni 2016. https://web.archive.org/web/20160624013514/http://livetiming.se/track/ism16/. Läst 26 maj 2016.
35. ↑  ”ISM i friidrott - Växjö 25-26 februari 2017”. telekonsultarena.se. Arkiverad från originalet den 3 september 2017. https://web.archive.org/web/20170903123052/http://telekonsultarena.se/resultat/ISM17/Resultat.php. Läst 7 mars 2017.
36. ↑  ”Johan WISSMAN | Profile | World Athletics”. worldathletics.org. https://worldathletics.org/athletes/sweden/johan-wissman-14228212. Läst 10 februari 2023.
37. ↑  Sveriges befolkning 2000, Version 1.03, Sveriges Släktforskarförbund: Wissman, Johan Lukas
38. ↑  ”Fakta/ Johan Wissman”. Sundsvalls Tidning. 21 augusti 2008. https://www.st.nu/2008-08-21/fakta-johan-wissman_2Ovb. Läst 10 februari 2023.
39. ↑  ”En tryggare Wissman gör säsongspremiär”. svt.se. Arkiverad från originalet den 1 augusti 2021. https://web.archive.org/web/20210801182621/https://www.svt.se/sport/artikel/en-tryggare-wissman-gor-sasongspremiar. Läst 19 maj 2010.
40. ↑  Svab, Marjan (20 augusti 2009). ”Wissman flyttar från Helsingborg”. hd.se. Arkiverad från originalet den 9 augusti 2016. https://web.archive.org/web/20160809222434/http://www.hd.se/2009-08-20/wissman-flyttar-fran-helsingborg. Läst 15 augusti 2014.
41. ↑  Andersson, Jan (13 september 2012). ”Johan Wissman lämnar IFK”. hd.se. Arkiverad från originalet den 10 mars 2016. https://web.archive.org/web/20160310071809/http://www.hd.se/sport/2012/09/13/johan-wissman-lamnar-ifk/. Läst 15 augusti 2014.
42. 1 2 3 4 5 6 7 8 9 10 11 12  ”Personsida på IAAF:s webbplats” (på engelska). iaaf.org. Arkiverad från originalet den 10 oktober 2018. https://web.archive.org/web/20181010011032/https://www.iaaf.org/athletes/sweden/johan-wissman-174393. Läst 9 oktober 2018.
43. ↑  ”European Athletics Indoor Championships - Wien 2002” (på engelska). european-athletics.org. Arkiverad från originalet den 28 augusti 2017. https://web.archive.org/web/20170828233506/http://www.european-athletics.org/competitions/european-athletics-indoor-championships/history/year=2002/results/index.html. Läst 28 augusti 2017.
44. ↑  ”European Athletics Championships - München 2002” (på engelska). european-athletics.org. Arkiverad från originalet den 10 mars 2016. https://web.archive.org/web/20160310084030/http://www.european-athletics.org/competitions/european-athletics-championships/history/year=2002/results/index.html. Läst 17 augusti 2017.
45. ↑  ”Johan W gav upp”. friidrott.se. 8 augusti 2002. Arkiverad från originalet den 17 augusti 2017. https://web.archive.org/web/20170817161626/http://www.friidrott.se/live.aspx?id=49&day=3. Läst 17 augusti 2017.
46. ↑  ”200 Metres Men - 9th IAAF World Indoor Championships Birmingham (NIA), GBR, Great Britain & N.I. 14 Mar 2003 - 16 Mar 2003” (på engelska). iaaf.org. Arkiverad från originalet den 3 februari 2017. https://web.archive.org/web/20170203024554/https://www.iaaf.org/results/iaaf-world-indoor-championships/2003/9th-iaaf-world-indoor-championships-2959/men/200-metres/heats/result. Läst 26 januari 2017.
47. ↑  ”GULD - SILVER - BRONS”. friidrott.se. 20 juli 2003. Arkiverad från originalet den 23 oktober 2017. https://web.archive.org/web/20171023174238/http://www.friidrott.se/nyheter.aspx?id=2755. Läst 23 oktober 2017.
48. ↑  ”200 Metres Men - 9th IAAF World Championships In Athletics Paris Saint-Denis (Stade de France), France 23 Aug 2003 - 31 Aug 2003” (på engelska). iaaf.org. Arkiverad från originalet den 1 februari 2017. https://web.archive.org/web/20170201233838/https://www.iaaf.org/competitions/iaaf-world-championships/9th-iaaf-world-championships-in-athletics-2962/results/men/200-metres/semi-final/result. Läst 18 januari 2017.
49. ↑  ”200 Metres Men - 28th Olympic Games Athína (Olympic Stadium), Greece 20 Aug 2004 - 29 Aug 2004”. iaaf.org. Arkiverad från originalet den 3 januari 2017. https://web.archive.org/web/20170103004404/https://www.iaaf.org/results/olympic-games/2004/28th-olympic-games-3201/men/200-metres/quarter-final/result. Läst 2 januari 2017.
50. ↑  ”European Athletics Indoor Championships - Madrid 2005” (på engelska). european-athletics.org. Arkiverad från originalet den 27 augusti 2017. https://web.archive.org/web/20170827215326/http://www.european-athletics.org/competitions/european-athletics-indoor-championships/history/year=2005/results/index.html. Läst 27 augusti 2017.
51. ↑  ”200 Metres Men - 10th IAAF World Championships In Athletics Helsinki (Olympic Stadium), Finland 06 Aug 2005 - 14 Aug 2005” (på engelska). iaaf.org. Arkiverad från originalet den 15 april 2015. https://web.archive.org/web/20150415070452/http://www.iaaf.org/competitions/iaaf-world-championships/10th-iaaf-world-championships-in-athletics-3365/results/men/200-metres/quarter-final/result. Läst 16 januari 2017.
52. ↑  ”200 Metres Men - 5th IAAF World Athletics Final Stuttgart (Gottlieb-Daimler Stadion), Germany 22 Sep 2007 - 23 Sep 2007”. iaaf.org. Arkiverad från originalet den 3 februari 2017. https://web.archive.org/web/20170203024813/https://www.iaaf.org/results/iaaf-world-athletics-final/2007/5th-iaaf-world-athletics-final-3655/men/200-metres/final/result. Läst 30 januari 2017.
53. ↑  ”Ett svenskt rekord och fyra topp-4”. friidrott.se. 23 september 2007. Arkiverad från originalet den 2 februari 2017. https://web.archive.org/web/20170202080401/http://www.friidrott.se/nyheter.aspx?id=7510. Läst 30 januari 2017.
54. ↑  ”European Athletics Championships - Barcelona 2010” (på engelska). european-athletics.org. Arkiverad från originalet den 28 december 2018. https://web.archive.org/web/20181228152907/http://www.european-athletics.org/competitions/european-athletics-championships/history/year=2010/results/index.html. Läst 2 april 2017.
55. 1 2  ”European Athletics Championships - Zürich 2014” (på engelska). european-athletics.org. Arkiverad från originalet den 30 april 2017. https://web.archive.org/web/20170430164540/http://www.european-athletics.org/competitions/european-athletics-championships/history/year=2014/results/index.html. Läst 14 februari 2017.
56. 1 2  ”European Athletics Championships - Amsterdam 2016” (på engelska). iaaf.org. Arkiverad från originalet den 1 augusti 2017. https://web.archive.org/web/20170801204802/http://www.european-athletics.org/competitions/european-athletics-championships/history/year=2016/results/index.html. Läst 6 februari 2017.
57. ↑  ”Missade finalen - Nu vänder de blickarna mot stafetten”. friidrott.se. 7 juli 2016. Arkiverad från originalet den 7 februari 2017. https://web.archive.org/web/20170207112745/http://www.friidrott.se/nyheter.aspx?id=19754. Läst 6 februari 2017.
58. ↑  ”4X400 Metres Relay Men 8th IAAF World Championships Edmonton (Commonwealth Stadium), Canada 03 Aug 2001 - 12 Aug 2001” (på engelska). iaaf.org. Arkiverad från originalet den 2 december 2016. https://web.archive.org/web/20161202170958/https://www.iaaf.org/results/iaaf-world-championships-in-athletics/2001/8th-iaaf-world-championships-2639/men/4x400-metres-relay/heats/result. Läst 19 januari 2017.
59. ↑  ”4X400 Metres Relay Men - 10th IAAF World Championships In Athletics Helsinki (Olympic Stadium), Finland 06 Aug 2005 - 14 Aug 2005” (på engelska). iaaf.org. Arkiverad från originalet den 15 april 2015. https://web.archive.org/web/20150415081316/http://www.iaaf.org/competitions/iaaf-world-championships/10th-iaaf-world-championships-in-athletics-3365/results/men/4x400-metres-relay/heats/result. Läst 13 januari 2017.
60. ↑  ”European Athletics Indoor Championships - Birmingham 2007” (på engelska). european-athletics.org. Arkiverad från originalet den 13 augusti 2020. https://web.archive.org/web/20200813120833/http://www.european-athletics.org/competitions/european-athletics-indoor-championships/history/year=2007/results/index.html. Läst 27 augusti 2017.
61. ↑  ”Johan Wissman”. svt.se. 20 augusti 2009. Arkiverad från originalet den 19 juli 2012. https://archive.is/20120719213532/http://www.svt.se/2.110309/1.1544596/utskriftsvanligt_format. Läst 15 augusti 2014.
62. ↑  ”400 Metres Men - 11th IAAF World Championships In Athletics Osaka (Nagai Stadium), Japan 25 Aug 2007 - 2 Sep 2007” (på engelska). iaaf.org. Arkiverad från originalet den 16 januari 2017. https://web.archive.org/web/20170116203456/https://www.iaaf.org/competitions/iaaf-world-championships/11th-iaaf-world-championships-in-athletics-3653/results/men/400-metres/semi-final/result. Läst 13 januari 2017.
63. ↑  ”400 Metres Men Heats - 12th IAAF World Indoor Championships Valencia (Velódromo Luis Puig), ESP, Spain 07 Mar 2008 - 09 Mar 2008” (på engelska). iaaf.org. Arkiverad från originalet den 3 februari 2017. https://web.archive.org/web/20170203024401/https://www.iaaf.org/results/iaaf-world-indoor-championships/2008/12th-iaaf-world-indoor-championships-3656/men/400-metres/heats/result. Läst 23 januari 2017.
64. ↑  ”Johan och Mattias till semi”. friidrott.se. 7 mars 2008. Arkiverad från originalet den 2 februari 2017. https://web.archive.org/web/20170202074308/http://www.friidrott.se/nyheter.aspx?id=8001. Läst 23 januari 2017.
65. ↑  ”Johan vann VM-silvret”. friidrott.se. 9 mars 2008. Arkiverad från originalet den 2 februari 2017. https://web.archive.org/web/20170202074336/http://www.friidrott.se/nyheter.aspx?id=8018. Läst 23 januari 2017.
66. ↑  ”400 Metres Men - The XXIX Olympic Games Beijing (National Stadium), PR Of China 08 Aug 2008 - 24 Aug 2008” (på engelska). iaaf.org. Arkiverad från originalet den 11 september 2016. https://web.archive.org/web/20160911193208/https://www.iaaf.org/results/olympic-games/2008/the-xxix-olympic-games-3659/men/400-metres/final/result. Läst 1 januari 2017.
67. ↑  ”400 Metres Men - 6th IAAF/VTB Bank World Athletics Final Stuttgart (Gottlieb-Daimler Stadion), Germany 13 Sep 2008 - 14 Sep 2008”. iaaf.org. Arkiverad från originalet den 3 februari 2017. https://web.archive.org/web/20170203024830/https://www.iaaf.org/results/iaaf-world-athletics-final/2008/6th-iaafvtb-bank-world-athletics-final-3741/men/400-metres/final/result. Läst 30 januari 2017.
68. ↑  ”Såååååå nära en vinnande slutpunkt”. friidrott.se. 13 september 2008. Arkiverad från originalet den 2 februari 2017. https://web.archive.org/web/20170202080341/http://www.friidrott.se/nyheter.aspx?id=8771. Läst 30 januari 2017.
69. ↑  ”Äntligen - Johan fick sitt guld!”. friidrott.se. 7 mars 2009. Arkiverad från originalet den 27 augusti 2017. https://web.archive.org/web/20170827125432/http://www.friidrott.se/nyheter.aspx?id=9349. Läst 27 augusti 2017.
70. ↑  ”400 Metres Men - 12th IAAF World Championships In Athletics Berlin (Olympiastadion), Germany 15 Aug 2009 - 23 Aug 2009” (på engelska). iaaf.org. Arkiverad från originalet den 13 januari 2017. https://web.archive.org/web/20170113165422/https://www.iaaf.org/competitions/iaaf-world-championships/12th-iaaf-world-championships-in-athletics-3658/results/men/400-metres/heats/result. Läst 12 januari 2017.
71. ↑  ”Wissman sjuk - missar semin”. friidrott.se. 19 augusti 2009. Arkiverad från originalet den 13 januari 2017. https://web.archive.org/web/20170113153805/http://www.friidrott.se/nyheter.aspx?id=10130. Läst 12 januari 2017.
72. ↑  ”European Athletics Indoor Championships - Paris 2011” (på engelska). european-athletics.org. Arkiverad från originalet den 11 augusti 2017. https://web.archive.org/web/20170811013838/http://www.european-athletics.org/competitions/european-athletics-indoor-championships/history/year=2011/results/index.html. Läst 25 augusti 2017.
73. ↑  ”European Athletics Championships - Helsinki 2012” (på engelska). european-athletics.org. Arkiverad från originalet den 29 december 2018. https://web.archive.org/web/20181229183115/http://www.european-athletics.org/competitions/european-athletics-championships/history/year=2012/results/index.html. Läst 29 mars 2017.
74. ↑  ”4x400 Metres Men - 11th IAAF World Indoor Championships Moskva (Olimpiyskiy Stadion), Russia 10 Mar 2006 - 12 Mar 2006” (på engelska). iaaf.org. Arkiverad från originalet den 24 oktober 2015. https://web.archive.org/web/20151024170004/http://www.iaaf.org/results/iaaf-world-indoor-championships/2006/11th-iaaf-world-indoor-championships-3483/men/4x400-metres-relay/final/result. Läst 23 januari 2017.
75. ↑  ”Oh, så nära medalj för stafettlaget!”. friidrott.se. 12 mars 2006. Arkiverad från originalet den 2 februari 2017. https://web.archive.org/web/20170202074425/http://www.friidrott.se/nyheter.aspx?id=5505. Läst 23 januari 2017.
76. ↑  ”Stafettkillarna till final!!”. friidrott.se. 12 mars 2006. Arkiverad från originalet den 2 februari 2017. https://web.archive.org/web/20170202074449/http://www.friidrott.se/nyheter.aspx?id=5500. Läst 23 januari 2017.
77. ↑  ”European Athletics Indoor Championships - Göteborg 2013” (på engelska). european-athletics.org. Arkiverad från originalet den 10 mars 2016. https://web.archive.org/web/20160310204903/http://www.european-athletics.org/competitions/european-athletics-indoor-championships/history/year=2013/results/index.html. Läst 24 augusti 2017.
78. ↑  Hedman, Jonas (9 juli 2016). ”Inget avancemang på 4x100”. friidrott.se. Arkiverad från originalet den 11 februari 2017. https://web.archive.org/web/20170211155042/http://www.friidrott.se/nyheter.aspx?id=19761. Läst 9 februari 2017.
79. ↑  Hedman, Jonas (30 augusti 2023). ”Johan Wissman – Finnkampskungen - Friidrottsförbundet”. www.friidrott.se. https://www.friidrott.se/tavling-landslag/nyhetsarkiv-tavling-landslag/johan-wissman-finnkampskungen/. Läst 12 juni 2025.
80. ↑  ”Intervju med Johan Wissman i Aftonbladet”. aftonbladet.se. Arkiverad från originalet den 3 augusti 2008. https://web.archive.org/web/20080803015535/http://www.aftonbladet.se/sportbladet/friidrott/article198017.ab. Läst 18 maj 2009.
81. 1 2 3 4 5 6 7 8 9  ”Personsida på European Athletics' webbplats” (på engelska). european-athletics.org. Arkiverad från originalet den 9 oktober 2018. https://web.archive.org/web/20181009211856/http://www.european-athletics.org/athletes/group=w/athlete=143881-wissman-johan/index.html. Läst 9 oktober 2018.
82. 1 2 3  ”Svenska rekord - per 1 januari 2016”. friidrott.se. 1 januari 2016. Arkiverad från originalet den 8 juni 2016. https://web.archive.org/web/20160608093715/http://www.friidrott.se/rs/rekord/swerek/gallande.aspx. Läst 6 juni 2016.
83. ↑  ”friidrott.se:s Stora Grabbar-sida”. friidrott.se. Arkiverad från originalet den 31 mars 2016. https://web.archive.org/web/20160331202525/http://www.friidrott.se/historik/storagrabbar.aspx. Läst 6 juni 2016.
84. ↑  ”Stora grabbars märke”. storagrabbar.se. Arkiverad från originalet den 4 mars 2016. https://web.archive.org/web/20160304092823/http://www.storagrabbar.se/grabbar_10.html. Läst 6 juni 2016.
85. ↑  ”Johan Wissman blev årets skåning.”. hd.se. 2 november 2007. Arkiverad från originalet den 9 augusti 2016. https://web.archive.org/web/20160809201814/http://www.hd.se/2007-11-02/johan-wissman-blev-arets-skaning. Läst 15 augusti 2014.
86. ↑  Skåneguldet till Wissman, Expressen, 4 januari 2008.